# Heterogenität (Pädagogik)
Heterogenität (auch: Inhomogenität) bezeichnet die Uneinheitlichkeit der Elemente einer Menge zu einem oder mehrerer Merkmale. In der pädagogischen Diskussion wird der Begriff der Heterogenität für die Schüler in einer Lerngruppe verwendet. Er beschreibt die Unterschiedlichkeit der Schüler bei verschiedenen Merkmalen, die als lernrelevant eingeschätzt werden. Diskutiert werden vor allem die Heterogenität der schulischen Leistungen oder der Begabungen entsprechend dem Alter, des Geschlechts sowie die kulturelle Heterogenität in einer Lerngruppe. Heterogenität ist das Gegenteil von Homogenität.

## Merkmale, in denen sich kognitive Heterogenität manifestiert
M. Wellenreuther unterscheidet hier exemplarisch zwischen vier Merkmalen, in denen sich Heterogenität manifestieren kann:
- Wissensbasis: Schüler einer Klasse verfügen in den verschiedenen Wissensbereichen über unterschiedliche Kenntnisse, so dass für den einzelnen Schüler die jeweils zu lernende Informationsmenge unterschiedlich ist. (Anmerkung: An dieser Stelle sollte man noch die jeweils individuelle Konstruktion der Vorwissensbasis in Betracht ziehen, inklusive eventueller Präkonzepte. Dieser Punkt wird verallgemeinert durch den Begriff der individuellen Lernvoraussetzungen)
- Intelligenz: Schüler unterscheiden sich darin, wie schnell sie Informationen aufnehmen, wie viele Informationen sie im Arbeitsgedächtnis speichern und wie effizient sie Informationen in ihr Langzeitgedächtnis integrieren können.
- Motivation: Ferner differieren Schüler in ihrer Lernlust, ihren Ängsten und in ihren Motivationen. Dies hat Auswirkungen auf den Umfang der Lerntätigkeiten in den verschiedenen Bereichen sowie auch auf die Fähigkeit, effektiv Informationen zu verarbeiten. (Anmerkung: Hierunter subsumieren sich alle motivationsbedingenden Faktoren wie beispielsweise Attributionsverhalten oder Schul- oder Prüfungsangst)
- Meta-Kognition: Für das Lernen sind ferner Unterschiede in den Strategien und Verfahrensweisen der Problembearbeitung, der Problemlösung sowie der Fähigkeit, die Güte der eigenen Problemlösung kritisch zu beurteilen, bedeutsam. (Anmerkung: Allgemeiner kann man hier auf die verschieden ausgeprägte Kenntnis und Anwendung von Lernstrategien verweisen)

## Heterogenität im deutschen Schulsystem
Das deutsche Schulsystem zielt traditionell eher auf eine Vermeidung von heterogenen Lerngruppen. Hierdurch soll sichergestellt werden, dass alle Schüler vom jeweiligen Unterricht profitieren können, indem niemand über- oder unterfordert wird. Maßnahmen zur Herstellung homogener Lerngruppen sind das dreigliedrige Schulsystem nach der gemeinsamen Grundschule (sowie Förder- oder Sonderschulen für geistig oder körperlich behinderte Kinder), die Trennung nach dem Alter der Schüler, das Sitzenbleiben aber auch das Überspringen einer Klasse sowie die Durchlässigkeit nach oben und unten innerhalb des Schulsystems. Die Weitergabe der Schüler nach unten (etwa vom Gymnasium zur Realschule oder zur Hauptschule) findet wesentlich häufiger statt als der umgekehrte Weg.
Diese Maßnahmen werden mit Argumenten vor allem aus drei Richtungen kritisiert: Erstens wird die Erreichbarkeit von Homogenität bezweifelt: So seien etwa die Schulempfehlungen nach der Grundschule wenig zuverlässig. Zudem gebe es zu viele Merkmale, die für das schulische Lernen relevant seien. Zweitens wird die Zweckmäßigkeit homogener Lerngruppen bestritten: Heterogene Gruppen böten stattdessen besondere Gelegenheiten zum sozialen Lernen. Auch sei es möglich, dass erfahrenere Schüler andere anleiten. Drittens werden Nebeneffekte der Homogenisierung kritisiert: Die frühe Aufgliederung in Schultypen führe zu Ungleichheit der Bildungschancen. Die Kritik insbesondere am dreigliedrigen Schulsystem bekam neuen Auftrieb durch die PISA- und TIMS-Studien.
Eine Studie nach Tillmann/Wischer 2006 stellt fest:
- Die Lerngruppen an deutschen Sekundarstufen sind im internationalen Vergleich sehr homogen bei kognitiven Merkmalen. Dennoch ist die Streuung z. B. der Lesekompetenz so hoch, dass schwache Gymnasialschüler etwa den Stand des Durchschnitt an Hauptschulen erreichen und starke Hauptschüler etwa den Stand des Durchschnitts an Gymnasien.
- Lernschwache oder lernbehinderte Schüler verschlechtern die Leistungsentwicklung stärkerer Schüler in derselben Lerngruppe nicht.
- Die Einschätzung der eigenen Fähigkeiten fällt bei lernschwachen Schülern negativer aus, wenn sie in leistungsheterogenen Lerngruppen sind.
- Homogene Lerngruppen von Schülern mit Lern- und Erziehungsproblemen („Homogenisierung am unteren Ende“) verschlechtern deren Lernchancen erheblich.

Im Zuge der aktuellen erziehungswissenschaftlichen Fachdiskussion um Inklusion gewinnt der Begriff „Heterogenität“ zunehmend an Bedeutung, da mit ihm die Erwartung verknüpft wird, die „bestehenden Ungleichheiten in der Beteiligung an schulischen Bildungsgängen zwischen sozialen Gruppen zu überwinden“ (Sturm 2013, 9). In schulischen und unterrichtlichen Kontexten ist es demnach erforderlich zu reflektieren, wie Differenzlinien (z. B. sozio-ökonomische, geschlechter-, migrations- und/oder behinderungsbedingte Heterogenität) strukturell und kulturell bearbeitet werden (vgl. ebd.).
Beim sensiblen Umgang mit Heterogenität im Raum Schule spricht man von Heterogenitätssensibilität.
Neuere Forschungsergebnisse, beispielsweise eine umfangreichere Metaanalyse von Bildungsforscher John Hattie, kommen dagegen zu dem Schluss, dass Heterogenität (jahrgangsübergreifende Klassen) keinen effektiven Nutzen auf den schulischen Lernerfolg ausübt.

### Zeitschriften
- Pädagogik (Beltz-Verlag) 9/2003
- Friedrich-Jahresheft XXII 2004